# Dejan Petković
Dejan Petković (cyr.: Дејан Петковић, ur. 10 września 1972 w Majdanpeku) – serbski piłkarz występujący na pozycji pomocnika, a także trener.

## Kariera piłkarska

### Kariera klubowa
Petković karierę rozpoczął jako junior w zespole RFK Majdanpek. W 1988 roku został zawodnikiem zespołu Radnički Nisz, grającego w pierwszej lidze jugosłowiańskiej i jego barwy reprezentował przez trzy sezony. W 1991 roku odszedł do także pierwszoligowej Crvenej zvezdy. Z drużyną tą dwukrotnie zdobył mistrzostwo Jugosławii (1992, 1995), a także dwukrotnie Puchar Jugosławii (1993, 1995).
W grudniu 1995 Petković przeszedł do hiszpańskiego Realu Madryt. W Primera División zadebiutował 17 grudnia 1995 w wygranym 1:0 meczu z Celtą Vigo. Z Realu był wypożyczany do innych zespołów Primera División – Sevilli oraz Racingu Santander.
W 1997 roku Petković został zawodnikiem brazylijskiej Vitórii i występował tam przez dwa sezony. W 1999 roku przeniósł się do włoskiej Venezii. W Serie A zadebiutował 29 sierpnia 1999 w zremisowanym 1:1 spotkaniu z Udinese Calcio. Graczem Venezii był do końca 1999 roku, a na początku 2000 roku wrócił do Brazylii, gdzie podpisał kontrakt z CR Flamengo. Jego barwy reprezentował w sezonach 2000 oraz 2001, a w sezonie 2002 grał w CR Vasco da Gama.
Sezon 2003 Petković spędził jako zawodnik klubu Shanghai Shenhua, z którym zdobył mistrzostwo Chin. Następnie wrócił do Vasco da Gama, a po sezonie 2004 odszedł stamtąd do saudyjskiego Ittihadu. W 2005 roku powrócił jednak do Brazylii, gdzie pozostał już do końca kariery w 2011 roku. W tym czasie występował w drużynach Fluminense FC, Goiás EC, Santos FC, Atlético Mineiro oraz Flamengo. Wraz z Flamengo wywalczył mistrzostwo Brazylii (2009), a z Santosem wicemistrzostwo Brazylii (2007).

### Kariera reprezentacyjna
W reprezentacji Jugosławii Petković zadebiutował 31 marca 1995 w wygranym 1:0 towarzyskim meczu z Urugwajem, a 31 maja 1995 w przegranym 1:2 towarzyskim pojedynku z Rosją strzelił swojego jedynego gola w kadrze. W latach 1995–1998 w drużynie narodowej rozegrał 6 spotkań i zdobył 1 bramkę.

## Kariera trenerska
Karierę trenerską Petković rozpoczął w 2014 roku jako szkoleniowiec zespołu Athletico Paranaense U-23. Następnie prowadził drużyny Criciúma oraz Sampaio Corrêa, grające w Série B, a także Vitórię z Série A.